# Кольбер, Шарль
Шарль Кольбер, маркиз де Круаси (фр. Charles Colbert, marquis de Croissy; 5 августа 1625 — 28 июля 1696) — французский дипломат, младший брат первого министра Людовика XIV.
Был одним из главных деятелей конференции, результатом которой стал Ахенский мир 1668 года. Затем был послан послом в Лондон и здесь добился заключения союза против Голландии. Его письма из Голландии полны интересных подробностей о придворном быте Англии времён Реставрации.
В 1679 году Кольбер был назначен президентом парижского парламента, и государственным секретарем по иностранным делам, сменив на этом посту попавшего в немилость Арно де Помпонна. В должности руководителя французской дипломатии был активным проводником политики присоединений. В 1688 году он отсрочил войну, но не смог помешать падению Якова II; перед смертью он начал переговоры, которые привели к Рейсвейкскому миру.
Маркиза де Круаси сменил на посту министра иностранных дел его сын, маркиз де Торси.